# Logògraf (oficial)
|  | Per a altres significats, vegeu «Logògraf (historiador)». |

Un logògraf (Logographi) era una persona de l'antiga Grècia que escrivia discursos judicials i els venia als interessats; el primer que va practicar aquesta feina fou Antifont (al final de la guerra del Peloponès). O també aquells qui s'encarregaven d'escriure els comptes dels tributs imposats als particulars, així de com de a qui se'ls imposava, qui els pagava i qui els feia servir per a despeses (generalment despeses bèl·liques).